# Chhotaputki
Chhotaputki é uma vila no distrito de Dhanbad, no estado indiano de Jharkhand.

## Demografia
Segundo o censo de 2001, Chhotaputki tinha uma população de 6693 habitantes. Os indivíduos do sexo masculino constituem 55% da população e os do sexo feminino 45%. Chhotaputki tem uma taxa de literacia de 54%, inferior à média nacional de 59,5%; a literacia no sexo masculino é de 63% e no sexo feminino é de 42%. 15% da população está abaixo dos 6 anos de idade.